# Megaselia chaetogaster
Megaselia chaetogaster är en tvåvingeart som beskrevs av Borgmeier 1971. Megaselia chaetogaster ingår i släktet Megaselia och familjen puckelflugor. Inga underarter finns listade i Catalogue of Life.